# Sevara Nazarkhan
Sevara Nazarkhan (en uzbeko, Севара Назархон Sevara Nazarxon; Asaka, 23 de diciembre de 1976) es una cantante, compositora y dutarista uzbeka, cuyo estilo musical combina la música folclórica uzbeka y la contemporánea. Nazarkhan ha alcanzado fama mundial, ha colaborado con artistas internacionales de alto perfil y ha sido premiada como «Artista del Pueblo de Uzbekistán».

## Trayectoria
Nazarkhan comenzó su carrera en solitario en 2000. En 2003, lanzó su álbum aclamado por la crítica Yoʻl boʻlsin en el sello británico Real World Records. El álbum fue producido por el productor francés Hector Zazou. Después del lanzamiento, realizó una extensa gira por Europa y Asia con su banda. También fue telonera del Growing Up Tour de Peter Gabriel en 2004. Ese mismo año, recibió el premio BBC Radio 3 World Music Award en la categoría «Mejor Artista Asiático».
En 2004, Nazarkhan grabó Goʻzal dema, una colección de canciones populares, se trataba de un CD de edición limitada. En 2007, Real World Records lanzó su álbum Sen; la mayor parte de la música de este álbum fue compuesta por Nazarkhan, para ello, contrató a los productores Bruno Ellingham y Victor Sologoub. En 2009, lanzó una canción exitosa titulada «А Он Не Пришёл» en ruso, que se convirtió en un gran éxito en todos los países de la CEI.
El álbum Tortadur de Nazarkhan, una colección de canciones tradicionales y clásicas uzbekas; se publicó en Estados Unidos el 11 de octubre de 2011 a través de su propio sello discográfico, Sevaramusic. Nazarkhan invitó a los instrumentistas de la «vieja escuela» para las sesiones de grabación en vivo. Este álbum no está tratado electrónicamente. En 2012, participó en la versión rusa del programa «The Voice». En noviembre de 2024, Nazarkhan fue galardonada con la Orden de la Amistad por decreto del presidente ruso Vladímir Putin.

## Discografía
- Yoʻl boʻlsin (Where are you Headed?) (2003)
- Goʻzal dema (Don't Say I'm Beautiful) (2004)
- Sen (You) (2007)
- Tortadur (It Attracts) (2011)
- Maria Magdalena (2012)
- Pisma (2013)